# Giovanni Maria Capelli
Giovanni Maria Capelli (7. prosince 1648 Parma – 16. října 1726 tamtéž) byl italský hudební skladatel.

## Život
Téměř nic není známo o jeho mládí a hudebním vzdělání. V roce 1699 byl zpěvákem v parmské katedrále. V té době byl zřejmě také vysvěcen na kněze. V následujícím roce se stal kapelníkem katedrály. V červenci 1709 byl jmenován varhaníkem kostela Madonna della Steccata. Ve stejném roce mu bylo nabídnuto místo u dvora parmského vévody Farnese a pravděpodobně hned nebo o několik let později se stal dvorním kapeníkem.
Byl to údajně jemný a tichý muž, vynikající varhaník a skladatel oratorií a duchovní hudby. Divadlu se začal věnovat divadlu až v pokročilémvěku. Debutoval v roce 1710 v Reggio Emilia hudebním dramatem I rivali generosi na text Apostola Zena. Jeho operní kariéra skončila v roce 1726, ve věku nedožitých 78 let. Byl pohřben v kostele sv. Trojice v Parmě.

## Dílo

### Opery
- I rivali generosi (libreto Apostolo Zeno, 1710 Reggio Emilia, Teatro pubblico, spolupráce Clemente Monari, Francesco Antonio Mamiliano Pistocchi)
- L'amore politico e generoso della regina Ermengarda (1713 Mantova, Teatro ducale, spolupráce Francesco Gasparini)
- L'Eudamia (libreto Vincenzo Piazza, 1718 Parma, Teatro ducale)
- Nino (libreto Ippolito Zanelli, 1720 Reggio Emilia, Teatro della Comunità, spolupráce Francesco Gasparini, Antonio Maria Bononcini)
- Giulio Flavio Crispo (libreto Benedetto Pasqualigo, 1722 Benátky, Teatro San Giovanni Grisostomo)
- Mitridate re di Ponto (libreto Benedetto Pasqualigo, 1723 Benátky, Teatro San Giovanni Grisostomo)
- Orsmisda (pasticcio?, Janov, 1723)
- Radamisto (Janov, 1723)
- Il Venceslao (libreto Apostolo Zeno, 1724, Parma, Teatro ducale)
- I fratelli riconosciuti (libreto Carlo Innocenzo Frugoni, 1726 Parma, Teatro ducale)
- Erginia mascherata (libreto A. Marchi, 1727 Rovigo, Teatro Campanella)

Nejisté autorství:
- Climene (libreto V. Cassani, Rovigo, Teatro Campanella, 1700)
- Griselda (libreto A. Zeno, Rovigo, Teatro Campanella, 1710)

### Chrámové skladby
- La carità trionfante (oratorium, 1707, Parma)
- Maria Vergine contemplata in due de' suoi sette dolori (oratorium, 1726, Bologna)
- Messa per 4 voci e strumenti
- Tantum ergo per 4 voci, 2 violini, viola e organo
- Tantum ergo per soprano, 2 violini, viola e organo